# 宮田祇園祭
宮田祇園祭（みやだぎおんさい）は、長野県宮田村で行われる江戸時代から続く祭り。毎年7月の第3土曜日に開催される。

## 概要
子供神輿と大人神輿が町を練り歩く。屋台も多く出店し、宮田太鼓や阿波踊り、YOSAKOIソーランなどが催される。夜には花火が上がり、祭りの最後には神輿を破壊する。
大人神輿は「暴れ神輿」とも呼ばれており迫力は抜群。夜半まで練り歩いた後、暴れ神輿は津島神社で打ち壊される。津島神社境内の石段から神輿を何度も投げ落とし、真柱一本になるまで破壊する。その神輿の破片を屋根に上げると無病息災等の厄除けや商売繁盛のご利益があると言われ、大勢の観衆が破片を待ち帰る。